# کلونا
کلونا (به انگلیسی: Kelowna) یک شهر در کانادا است که در منطقه اکاناگان مرکزی در جنوب ایالت بریتیش کلمبیا واقع شده‌است. این شهر، پس از ونکوور و ویکتوریا، سومین شهر بزرگ استان بریتیش کلمبیا در کاناداست.

## خصوصیات
کلونا ۲۱۱٫۸۲ کیلومترمربع مساحت و ۱۱۷٬۳۱۲ نفر جمعیت دارد و ۳۴۴ متر بالاتر از سطح دریا واقع شده‌است.

## خواهرخوانده
شهرهای ویندم و سنانگا خواهرخوانده‌های کلونا هستند.

## نگارخانه

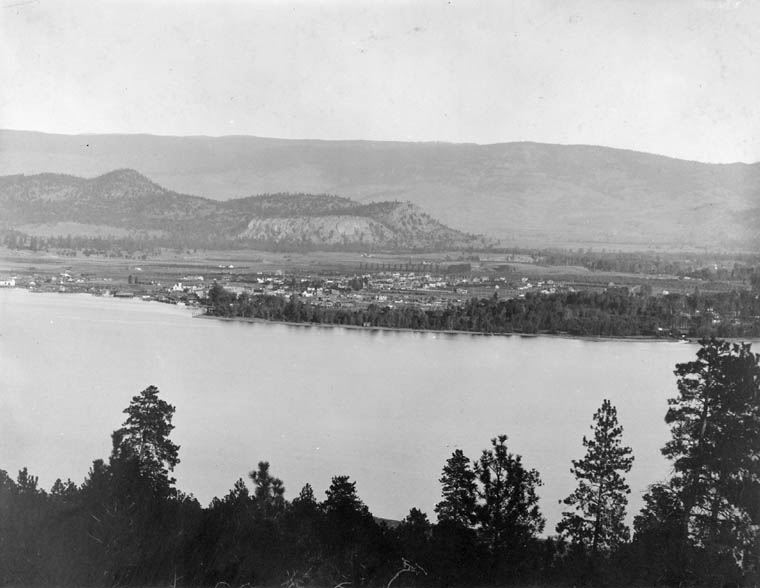
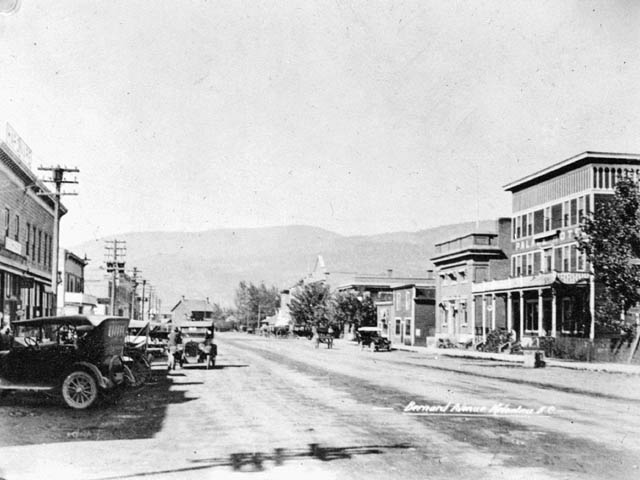